# Carolina Cerqueda
Carolina Cerqueda (ur. 7 listopada 1985 w Andorra la Vella) – andorska pływaczka, olimpijka. Wystąpiła na igrzyskach olimpijskich w 2004 roku w Atenach. Nie zdobyła żadnych medali.

## Letnie Igrzyska Olimpijskie 2004 w Atenach
| Konkurencja           | Eliminacje | Eliminacje | Ćwierćfinały           | Ćwierćfinały           | Półfinały              | Półfinały              | Finał                  | Finał                  |
| Konkurencja           | Czas       | Miejsce    | Czas                   | Miejsce                | Czas                   | Miejsce                | Czas                   | Miejsce                |
| --------------------- | ---------- | ---------- | ---------------------- | ---------------------- | ---------------------- | ---------------------- | ---------------------- | ---------------------- |
| 100 m stylem dowolnym | 1:00,38    | 46.        | → Nie awansowała dalej | → Nie awansowała dalej | → Nie awansowała dalej | → Nie awansowała dalej | → Nie awansowała dalej | → Nie awansowała dalej |